# Синтагматос

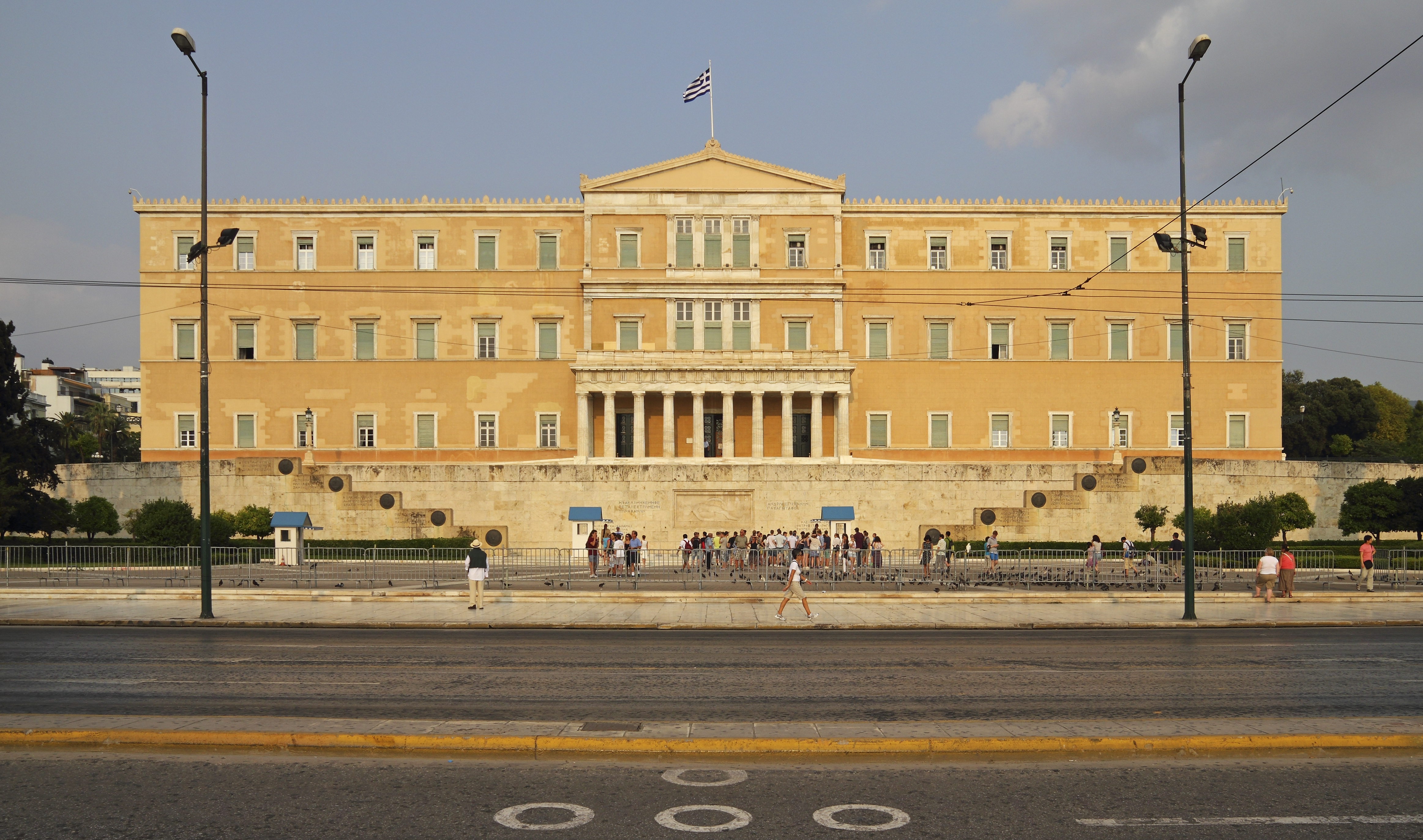
Площадь Синтагматос и Королевский дворец, восточная сторона

Синта́гматос (греч. Πλατεία Συντάγματος), или Площадь Конституции — площадь, расположенная перед Королевским дворцом, зданием Парламента Греции в Афинах.
Носит название в честь Конституции, предложенной греческим королём Оттоном I 3 сентября 1843 года.
Площадь граничит с проспектом Василеос-Еорьиу I (Βασιλέως Γεωργίου Α΄) на севере, улицей Отонос (Όθωνος) — на юге, улицей Филелинон (Φιλελλήνων) — на западе и проспектом Василисис-Амалиас (Βασιλίσσης Αμαλίας) — на востоке, на северо-востоке — с проспектом Василисис-Софиас.

## История
В начале XIX века на этом месте был газон, часть дворцового комплекса первого короля Греции Оттона I (ныне в здании дворца размещается Парламент Греции). Жена Оттона Амалия Ольденбургская заботилась как о дворце, так и о газоне. Наконец королева решила запретить обычным афинянам посещать эту территорию. В своем попечении королева зашла так далеко, что даже приказала отвести несколько резервуаров с водой общегородского пользования для полива деревьев парка, что не могло не возмущать горожан.
В 1862 году король Оттон был свергнут с престола и заменен датским принцем из династии Глюксбургов, принявшим имя Георга І. Через 10 месяцев восстановительных работ обновили белый мрамор, установили скамейки, фонарные столбы, обновили фонтан — нынешнюю Синтагматос снова открыли для посещения.

## Современность

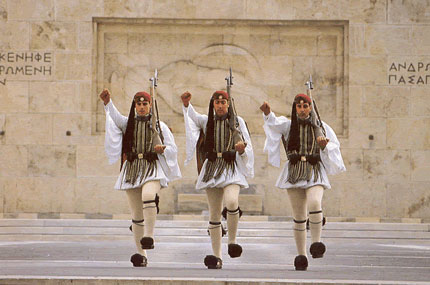
Эвзоны у могилы неизвестного солдата

Площадь включает две зеленые зоны. В самом сердце площади, построен большой фонтан, установлены копии статуй Неаполитанского музея, подаренные городу в XIX веке лордом Бьюти, официальным представителем короля Оттона.
Восточная часть площади выше западной и доминирует над последней грандиозным ансамблем дворца Греческого парламента и мраморными ступенями, ведущими к проспекту Амалиас. Каждый час у Памятника неизвестному солдату происходит смена почётного президентского караула. В праздничные дни и воскресенье смена караула происходит особенно торжественно: с военным музыкальным ансамблем и в присутствии большинства из 120 евзонов.
В непосредственной близости к площади Синтагматос расположены отели: «Grande Bretagne», «Титания».
В 2011—2012 годах площадь Синтагматос неоднократно становилась местом массовых выступлений граждан против проводимой правительством политики жесткой экономии.

## Транспорт и связь
Площадь Синтагматос — также узел пересечения многих видов городского транспорта в Афинах. Именно под ней расположены станция метро «Синтагма». Городским трамваем и автобусом, останавливающимися здесь, можно добраться до любого уголка города. Синтагматос соединена с Международным аэропортом «Элефтериос Венизелос» специальным автобусным маршрутом и веткой метро.
Также городской властью в пределах площади обеспечен бесплатный доступ к высокоскоростному беспроводному интернету (скорость передачи данных до 4 Мбит/с).